# Eulepidotis scita
Eulepidotis scita är en fjärilsart som beskrevs av Walker 1869. Eulepidotis scita ingår i släktet Eulepidotis och familjen nattflyn. Inga underarter finns listade i Catalogue of Life.